# C/1825 N1 (Pons)
C/1825 N1 (Pons) ist ein Komet, der in den Jahren 1825 und 1826 mit dem bloßen Auge gesehen werden konnte. Er wird aufgrund seiner Helligkeit und außergewöhnlich langen Sichtbarkeit von einigen zu den „Großen Kometen“ gezählt.

## Entdeckung und Beobachtung
Der französische Astronom Jean-Louis Pons war in Italien kurz nach Mitternacht am 15. Juli 1825 auf der Suche nach dem periodischen Kometen 2P/Encke, als er diesen neuen Kometen entdeckte. Weitere unabhängige Entdeckungen erfolgten um Mitternacht 19./20. Juli durch Wilhelm von Biela in Österreich und am Morgen des 22. Juli (Ortszeit) durch James Dunlop in Australien. Der Komet war zur Zeit seiner Entdeckung noch über 2,7 AE von der Erde entfernt und entsprechend lichtschwach.
Im Laufe des Augusts begann der Komet einen Schweif zu entwickeln, der am 11. August bereits eine Länge von 1,5° hatte und gekrümmt war. Ab Anfang September konnte der Komet mit bloßem Auge gesehen werden, obwohl er sich noch immer außerhalb der Umlaufbahn des Mars bewegte. Bis Mitte des Monats war die Schweiflänge bis auf 5° angewachsen und in den folgenden Wochen konnte insbesondere durch Pons, Heinrich Wilhelm Olbers in Bremen und Niccolò Cacciatore in Palermo viel Dynamik im Schweif beobachtet werden, er war an manchen Tagen schmäler, an anderen Tagen breiter und aufgefächert, dann wieder länger und scharf begrenzt.
Während des Oktobers war der Komet am hellsten und konnte am besten beobachtet werden, auch durch John Herschel in England und Franz Ignatz Cassian Hallaschka in Prag. Sein Schweif erreichte eine Länge von mehr als 10° und am 12. Oktober passierte der Komet die Erde in nur etwa 0,6 AE Abstand. Für Beobachter in hohen nördlichen Breiten war er danach zunächst nicht mehr zu beobachten, nur noch in südlichen Gegenden der Nordhalbkugel für etwa eine weitere Woche, und anschließend nur noch auf der Südhalbkugel.
Anfang November erreichte der Komet seine größte südliche Deklination und wurde noch weit bis in den Dezember hinein intensiv von Beobachtern in Australien und Südamerika verfolgt. Nach seinem Vorbeigang an der Sonne am 9. Januar 1826 konnte er erst im Februar von Bord eines Schiffes im Südpazifik wieder aufgefunden werden. Anfang April erschien der Komet auch wieder für Beobachter in der Nordhemisphäre wieder am Himmel, die Länge des Schweifs war inzwischen auf unter 1° zurückgegangen. In den folgenden Wochen gab es nur noch wenige Beobachtungen durch Cacciatore, Pons, Jean Elias Benjamin Valz und andere, die letzte erfolgte fast ein Jahr nach seiner Entdeckung durch Giovanni Inghirami am 8. Juli 1826, als der Komet schon wieder fast 3 AE von der Erde entfernt war.
Der Komet erreichte eine maximale Helligkeit von etwa 2–3 mag.

## Auswirkungen auf den Zeitgeist
Der Komet von 1825 wird in der siamesischen Chronik von Luang Prabang im Zusammenhang mit einem Erdbeben erwähnt.

## Wissenschaftliche Auswertung
Die ersten Berechnungen einer parabolische Umlaufbahn für den Kometen wurden bereits 1825 von Peter Andreas Hansen und anderen durchgeführt. Mit Vorliegen weiterer Beobachtungsdaten bestimmten Hansen und Carl Rümker auch mehrere Versionen von elliptischen Bahnen, jedoch mit Umlaufzeiten über einen sehr weiten Bereich. Die aufwendigste Berechnung einer elliptischen Bahn erfolgte 1859 durch Joseph Stillman Hubbard.

## Umlaufbahn
Für den Kometen konnte aus etwa 275 Beobachtungen über einen Zeitraum von fast 1 Jahr durch Hubbard eine unsichere elliptische Umlaufbahn bestimmt werden, die um rund 164° gegen die Ekliptik geneigt ist. Seine Bahn steht damit leicht schräg gestellt zu den Bahnebenen der Planeten, er durchläuft seine Bahn gegenläufig (retrograd) zu ihnen. Im sonnennächsten Punkt der Bahn (Perihel), den der Komet am 11. Dezember 1825 durchlaufen hat, befand er sich mit etwa 185,6 Mio. km Sonnenabstand im Bereich zwischen den Umlaufbahnen von Erde und Mars. Bereits am 12. Oktober hatte er die größte Nähe zur Erde mit etwa 92,4 Mio. km (0,62 AE) Distanz erreicht. Um den 27. April 1826 passierte der Komet noch den Mars in etwa 131 Mio. km Abstand. An die anderen kleinen Planeten fanden keine nennenswerten Annäherungen statt.
Nach den Bahnelementen der JPL Small-Body Database und ohne Berücksichtigung nicht-gravitativer Kräfte auf den Kometen hatte seine Bahn einige Zeit vor der Passage des inneren Sonnensystems eine Exzentrizität von etwa 0,9944 und eine Große Halbachse von etwa 223 AE, so dass seine Umlaufzeit bei etwa 3300 Jahren lag. Durch die Anziehungskraft der Planeten, insbesondere durch relativ nahe Vorbeigänge am Jupiter im April 1824 in etwa 3 ¾ AE, am Saturn im Oktober 1824 in etwa 5 AE, und ein weiteres Mal am Jupiter im April 1827 in etwa 1 ¼ AE Distanz, wurde seine Bahnexzentrizität auf etwa 0,9939 und seine Große Halbachse auf etwa 202 AE verringert, so dass sich seine Umlaufzeit auf etwa 2880 Jahre verkürzt. Wenn er um das Jahr 3260 den sonnenfernsten Punkt (Aphel) seiner Bahn erreicht, wird er etwa 60 Mrd. km von der Sonne entfernt sein, über 400-mal so weit wie die Erde und fast 13 ½-mal so weit wie Neptun. Seine Bahngeschwindigkeit im Aphel beträgt nur etwa 0,12 km/s. Der nächste Periheldurchgang des Kometen könnte möglicherweise um das Jahr 4700 stattfinden. In Anbetracht der relativ unsicheren Bahnparameter sind alle angegebenen Daten nur als ungefähre Werte zu betrachten.